# Wild Woody
Wild Woody foi o último jogo a ser desenvolvido pela Sega para o console Sega CD. Foi lançado em 1995 pouco antes da descontinuação do console. 

## Jogabilidade
Você precisa destruir seus inimigos, para isso, você deve apagá-los com a borracha que acompanha Wild Woody.

## Repercussão
Wild Woody realmente não é um jogo muito conhecido, ele é citado somente entre os piores jogos.
- O 45º pior nome de jogo da história segundo o site Game Revolution.[1]
- Um dos piores Cutscenes da história pelo UGO Networks.[2]